# زیتا (ویسکانسین)
زیتا (به انگلیسی: Zittau) یک منطقهٔ مسکونی در ایالات متحده آمریکا است که در Wolf River واقع شده‌است. زیتا ۲۳۵٫۹۲ متر بالاتر از سطح دریا واقع شده‌است.